# Grotte de las Chimeneas
La grotte des Cheminées (en espagnol, Cueva de Las Chimeneas) est une grotte ornée datée du Paléolithique supérieur, située dans le complexe des grottes du Monte Castillo, à Puente Viesgo, dans la comarque de Valles Pasiegos (es), en Cantabrie, en Espagne. Elle a été inscrite en juillet 2008 sur la liste du Patrimoine mondial de l'UNESCO, dans le groupe Grotte d'Altamira et art rupestre paléolithique du Nord de l'Espagne.

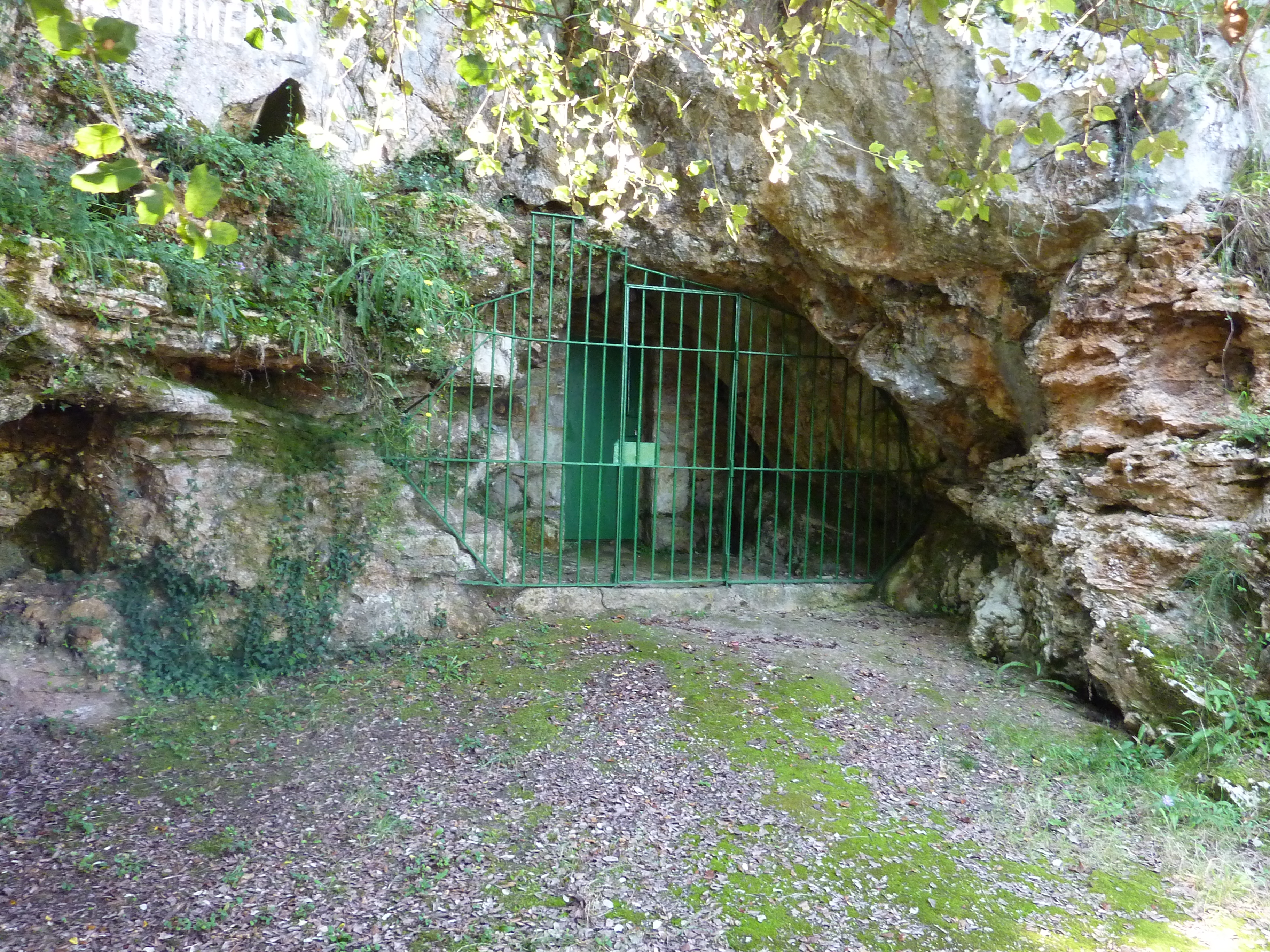
Entrée de la grotte

## Historique
La grotte des Cheminées a été découverte en 1953 par une équipe du Conseil provincial de Santander. Trois ans plus tard, l'archéologue Joaquín González Echegaray (es) publia une étude dans laquelle il mentionnait la découverte dans la grotte de silex, de sépultures anciennes et de figures pariétales.

## Description
Il s'agit d'une cavité à deux étages reliés par des cheminées karstiques, qui ont donné son nom à la grotte. L’intérêt archéologique se trouve à l’étage inférieur, d'un développement de 160 m, et qui a livré des dessins et gravures pariétales d'animaux préhistoriques. Le second étage n'a pas livré de vestiges anthropiques, car il était inaccessible aux humains à cette époque.

## Datation
L’ensemble pariétal évoque le style Leroi-Gourhan III, c’est-à-dire l’époque solutréenne. Cependant, la datation au carbone 14 a donné en 2022 un âge compris entre 19 000 et 17 500 ans cal AP, ce qui correspond au début du Magdalénien.